# Кинселла, Уильям Патрик
Уильям Патрик (У. П., Билл) Кинселла (англ. William Patrick 'W. P.' Kinsella; 25 мая 1935, Эдмонтон — 16 сентября 2016, Хоуп, Британская Колумбия) — канадский прозаик и поэт. Кинселла, автор около 30 книг, включая романы, сборники рассказов и стихов, известен своими произведениями из жизни канадских индейцев и на бейсбольную тематику. По его произведениям сняты кинофильмы «Поле его мечты» (номинант на «Оскар») и «Влюблённый Либерман» (лауреат «Оскара» за лучший игровой короткометражный фильм). Кинселла — лауреат литературных премий, кавалер ордена Канады (1993) и ордена Британской Колумбии.

## Биография
Билл Кинселла родился в 1935 году в провинции Альберта в семье Джона и Олив Кинселла. Его отец зарабатывал штукатурными подрядами. Билл рос на ферме в Даруэлле (Альберта), в 60 милях от Эдмонтона, где его образованием занималась мать. Когда мальчику было десять лет, семья переехала в Эдмонтон. К этому времени Билл начал проявлять интерес к сочинительству, что вместе с любовью к бейсболу принесло ему первую литературную награду: в 14 лет он выиграл приз YMCA за рассказ «Diamond Doom» («Смерть на бейсбольном поле»). Этот рассказ был позже утерян при одном из многочисленных переездов семьи Кинселл. В 18 лет Билл сочинил и опубликовал рассказ о тоталитарном обществе.
В первый раз Кинселла женился в 1957 году. Первая жена, Мирна Сейлс, родила ему двух дочерей — Шэннон (1958) и Эрин (1961), но в 1963 году этот брак окончился разводом. В 1965 году Кинселла женился вторично, на Мики Хеминг. Перебравшись через десять лет в Британскую Колумбию, он зарабатывал на жизнь как водитель такси, работник пиццерии (которую содержал вместе со своей второй женой), менеджер кредитного бюро, страховой и рекламный агент. В 1970 году он поступил в Викторианский университет и в 1974 окончил первую степень по литературному творчеству, которое ему преподавал профессор У. Д. Вальгардсон. Советам Вальгардсона Кинселла был обязан своим будущим лаконичным стилем; биограф Кинселлы Уилл Стил рассказывает: 

Он сказал ему: «Ты раскочегариваешься две страницы до того, как доходишь до самой истории, и тянешь её на две страницы дольше, чем нужно». И Билл Кинселла вернулся к своим рассказам и начал переписывать их с учётом этого, и сразу же стал продавать всё, что писал.Оригинальный текст (англ.)He told him you’re warming up for two pages before you get to the story and you’re sticking around for about two pages too long. And Bill Kinsella went back and started editing his stories with that in mind and immediately started selling everything he was writing.
 Этот совет Вальгардсона заставил Кинселлу переписать те произведения, которые им уже были созданы, и вскоре его книги стали продаваться.
По окончании Викторианского университета Кинселла (по совету Вальгардсона) продолжил образование в Айовском университете, где получил степень магистра искусств в рамках программы «Семинар писателей Айовы» в 1978 году. По ходу учёбы он развёлся с Мики Хеминг, в 1978 году женившись на Энн Найт, брак с которой продолжался до 1993 года. По окончании семинара он вернулся в свою родную провинцию Альберта, где до 1983 года преподавал литературу в Университете Калгари. Бывшая студентка Кинселлы, писательница Жужи Гартнер рассказывала, что он ненавидел Калгари и, скорее всего, ненавидел работу преподавателя, но горячо любил хорошую литературу и мог подолгу читать вслух Энн Тайлер или Джона Ирвинга.
В 1983 году Кинселла, к тому времени автор нескольких бестселлеров, оставил преподавательскую работу и переехал со своей третьей женой Энн Найт в Уайт-Рок (Британская Колумбия), приняв решение полностью переключиться на карьеру писателя. В 1997 году бывшая любовница Кинселлы, писательница Эвелин Лау опубликовала в ванкуверском журнале крайне нелестный материал об их отношениях, что повлекло за собой судебный иск о клевете со стороны Кинселлы; дело было улажено до суда.
В том же году Кинселла попал в дорожное происшествие — его сбила машина, и он получил черепно-мозговую травму. Это происшествие надолго прервало его писательскую карьеру, и следующий роман Кинселлы, «Зима бабочек», вышел только в 2011 году. В годы после аварии он вёл почти отшельнический образ жизни в Йейле (Британская Колумбия), однако продолжал появляться на соревнованиях по «Скрэбблу». В 1999 году он женился на Барбаре Тернер, которая оставалась с ним до самой своей смерти в 2012 году. С 2001 по 2006 год он входил в комитет по присуждению премии журнала Books in Canada за лучший первый роман.
В последние годы жизни состояние здоровья Уильяма Кинселлы сильно ухудшилось. Помимо полученной в 1997 году травмы, он страдал от диабета, диагностированного ещё в 1980-е годы, и в последние недели жизни не покидал больницы в Хоупе (Британская Колумбия). Писатель, которому уже исполнился 81 год, решил воспользоваться правом на недавно узаконенную в Британской Колумбии эвтаназию. Его смерть наступила вскоре после полудня 16 сентября 2016 года.

## Творчество
Творчество Кинселлы начало находить покупателей вскоре после окончания Викторианского университета, в 1975 году. В 1977 году в свет вышел его первый авторский сборник — «Потанцуем на воле» (англ. Dance Me Outside), в который вошли рассказы, написанные от имени живущего в индейской резервации в Альберте персонажа по имени Сайлас Горностаевая Шкура. Это была первая из целой серии книг, посвящённых жизни в резервации. Фантазия и чувство юмора автора сделали их популярными, и позже, в 1987 году, Кинселла получил за свой «индейский цикл» Медаль Стивена Ликока, присуждаемую ежегодно за лучшее канадское произведение в юмористическом жанре; в то же время критики Кинселлы высказывали недовольство тем, что он пишет о жизни в резервации в юмористическом ключе. Сам Кинселла категорически отвергал любые обвинения в расизме. Рассказ, давший название его первому сборнику, лёг в основу вольной киноадаптации режиссёра Брюса Макдональда, а позже главные герои индейского цикла Кинселлы появились на экране в канадском телесериале «Резервация».
Другой любимой темой Кинселлы оставался бейсбол. В 1980 году в очередной сборник вошёл его рассказ «Босоногий Джо едет в Айову», героем которого стал легендарный бейсболист Босоногий Джо Джексон. Сборник получил хороший отзыв в Publishers Weekly, и вскоре с Кинселлой связался издатель из Бостона, предложивший ему переработать рассказ о Босоногом Джо в полномасштабный роман. Этот роман, «Босоногий Джо», первый в писательской карьере Кинселлы, вышел в свет в 1982 году. В написанном в жанре магического реализма романе главный герой — бедствующий фермер из Айовы по имени Рэй Кинселла — слышит голос, который велит ему построить бейсбольную площадку посреди его кукурузного поля, чтобы на ней могли сыграть члены команды «Чикаго Уайт Сокс» образца 1919 года (включая Босоногого Джо). По ходу действия главный герой также похищает писателя Дж. Д. Сэлинджера. Имя персонажа романа, в свою очередь, было взято из раннего рассказа Сэлинджера «Девчонка без попки в проклятом сорок первом».
«Босоногий Джо» стал бестселлером, и по его мотивам был снят полнометражный художественный фильм с Кевином Костнером в главной роли. Фигуру Сэлинджера, который был взбешён вольным обращением с его именем в самом романе, из сценария убрали, и его место занял уже полностью вымышленный писатель Теренс Манн, сыгранный в фильме Джеймсом Эрлом Джонсом. Название фильма — «Поле его мечты» — стало возвращением к названию, которое Кинселла первоначально дал роману и которое было изменено издателями. «Поле его мечты» было кандидатом на премии «Оскар» и «Сатурн».
Другой успешной адаптацией произведения Кинселлы стал короткометражный художественный фильм Кристин Лахти «Влюблённый Либерман» по одноименному рассказу, завоевавший «Оскар» в этой категории. Сам Кинселла, однако, узнал о том, что по его рассказу поставлен фильм, только когда посмотрел церемонию награждения в 1996 году — авторы фильма не поставили его в известность. Во время награждения, по словам Кинселлы, «они поблагодарили всех, включая собак», но его даже не упомянули. Позже в журнале Variety ему были принесены извинения, занявшие целую полосу.
После гражданского иска к Эвелин Лау о клевете и дорожной аварии 1997 года Кинселла надолго прекратил писать. В годы после аварии в Японии вышла книга о бейсболисте Итиро Судзуки — звезде Американской лиги, — написанная местным журналистом в сотрудничестве с Кинселлой, но канадец сам не писал её, предоставляя соавтору материал в форме интервью. Позже, когда Кинселла всё-таки снова взялся за перо, он в основном перерабатывал уже написанный материал — в частности, над вышедшим в 2011 году романом «Зима бабочек» он работал с перерывами 27 лет. Его последняя книга, сборник «Матрёшки» (англ. Russian Dolls), представляющий собой цепь разворачивающихся в Ванкувере историй, «вложенных», как подчёркивает название, одна в другую, увидела свет уже после смерти автора. Помимо этого сборника, Кинселла был автором 27 книг — романов, сборников рассказов и лирики.

## Награды и звания
Творчество У. П. Кинселлы принесло ему ряд литературных наград. В 1982 году ему была присуждена литературная стипендия издательства Houghton Mifflin, в 1983 году — премия за лучший первый роман журнала Books in Canada, а в 1984 году — премия им. Говарда О’Хагана Писательской гильдии Альберты за произведения в формате короткого рассказа. В 2005 году Кинселла стал лауреатом вручаемой в Британской Колумбии литературной премии имени Джорджа Вудкока за достижения карьеры. В 1987 году он был награждён Медалью Стивена Ликока за лучшее канадское произведение в юмористическом жанре, а в 2011 году получил премию имени Джека Грейни от Канадского бейсбольного зала славы. Он также был лауреатом премии по художественной литературе Ассоциации канадских авторов и почётным доктором ряда вузов.
В 1993 году Кинселла стал кавалером Ордена Канады, а в 2005 году — Ордена Британской Колумбии. Помимо этого он награждён медалями Золотого и Бриллиантового юбилея королевы Елизаветы II.